# ジョン・バナザック
ジョン・バナザック（John Banaszak 1950年8月24日 - ）は、オハイオ州クリーブランド出身のアメリカンフットボール選手。NFLのピッツバーグ・スティーラーズなどでプレーした。ポジションはディフェンシブタックル。第10回、第13回、第14回スーパーボウルと3回のスーパーボウルで優勝している。

## 経歴
祖父、父が鉄鋼業に従事する家庭で育った。東ミシガン大学から、NFLドラフトでは指名を受けず、1975年にドラフト外フリーエージェントでピッツバーグ・スティーラーズと契約を結んだ。地元クリーブランドのチーム、クリーブランド・ブラウンズとAFC中地区のライバルである、スティーラーズとの契約を父親に電話で告げた際、いったんは電話を切られ、かけ直した際、母親に何と伝えれば良いのか。と愚痴を言われた。
1979年、序盤ドワイト・ホワイトに代わり先発出場し、第2週のヒューストン・オイラーズ戦では2サック、1インターセプトをあげた。
スティーラーズで3回の優勝を経験した後、1981年シーズンを最後に現役を引退した。
その後、1983年に設立されたUSFLのチーム、ミシガン・パンサーズで2シーズン、1985年にはメンフィス・ショーボーツでプレーした。
現役引退後、1995年にディビジョンIIIに所属するワシントン・アンド・ジェファーソンカレッジのディフェンスコーディネーターに就任、1999年にヘッドコーチに昇格した。2002年に同大学のヘッドコーチを辞任した。
その後、ジョー・ウォルトンの下でピッツバーグにあるロバート・モリス大学のアシスタントコーチとなった。
2009年4月23日、深刻な状態で入院した。当初動脈瘤と報道されたが、その後、首の痛みに対してアスピリンの過剰摂取を行ったことによると訂正された。